# David Henrie
David Henrie tên thật là David Clayton Henrie (sinh 11 tháng 7 năm 1989) là một diễn viên Mỹ. Anh được biết qua vai Larry trong That's so Raven và vai Justin Russo trong Wizards of Waverly Place. Hai bộ phim này đều của hãng Disney Channel.
Henrie được sinh ra ở Mission Viejo, California. Anh lớn lên ở Arizona  và là anh trai của diễn viên Lorenzo Henrie. Anh đi học ở trường Cheyenne Traditional School ở Scottsdale, Arizona.

## Cuộc sống
Henrie được sinh ra ở phía nam California và chuyển tới Arizona lúc anh 2 tuổi. Khi 5 tuổi, Henrie đã ký 1 hợp đồng ở Phoenix và bắt đầu đi thử giọng. 9 tuổi, khi đang quay 1 quảng cáo ở Scottsdale, người đạo diễn đã gợi ý với cậu là nên chuyển đến LA. Hè năm đó, khi 10 tuổi, gia đình của anh đóng gói đồ đạc và đi đến Hollywood. Henrie đã đặt 2 hai quảng cáo, đóng vai hiệu trưởng trong Burger King và Quaker Oats. Henrie đã đặt chỗ trước cho mình ở vai đầu tiên của mình trong chương trình truyền hình Providence, và đóng vai khách mời trong tập mới ra mắt của Without a trace.
Ở tuổi 12, Henrie đã được 1 vai quen thuộc Petey Pitt trong 1 seri phim The Pitts. Tiếp theo đó Henrie được đóng 1 vai trong phim của Hallmark, Monster maker, cùng với Linda Blair và George Kennedy và được mời đóng thêm 1 vai nữa trong 1 phim khác của hãng Hallmark, Dead Hollywood mom society cùng với Justine Bateman. Cảnh diễn trong phim truyện của Henrie là trong trại của bọn trẻ con phim Arizona Summer. Henrie tiếp tục đóng các vai khách mời trong các seri phim bao gồm House M.D, Jack and Bobby, Judging Amy, NCIS và The Mullets. Năm 2004, Henrie đóng vai Larry trong 1 chương trình của kênh Disney, That's so Raven và đóng Skyler Bladford trong phim hài Method and red. Lúc 18, Henrie đóng Justin Russo trong seri phim của kênh Disney Wizards of the Waverly Place. Anh cũng có 1 vai trong phim của kênh Disney Dadnapped.
Bên cạnh diễn xuất, Henrie còn tham gia vào đội khúc côn cầu từ khi anh mới 8 tuổi và đã đi khắp nước Mỹ và Canada và đã thắng giải quốc tế.

## Danh sách các phim tham gia

### Diễn viên khách mời
- Providence (2002) vai Mark Triedman
- Without a Trace (2002) vai Gabe Freedman
- Judging Amy (2003) vai Jeremy
- The Pitts (2003) vai Petey Pitt
- The D.A. (2004) vai Alex Henry
- Jack & Bobby (2004) vai Sniffly
- Method & Red (2004) vai Skyler Blaford
- Navy NCIS: Naval Criminal Investigative Service (2004) vai Willy Shields
- House (2005) vai Tommy
- Cold Case (2005) vai Dale Wilson
- Grey's Anatomy (2007) vai Jim (thanh niên bị chết)

### Diễn viên thường trực
- That's So Raven (2003-2007) vai Larry (vai trò trở lại, 9 tập)
- How I Met Your Mother (2005 - 2014) vai con trai Ted
- Method And Red (2005) vai Skyler
- Wizards of Waverly Place (2007 - 2012) vai Justin Russo
- Dadnapped (2009) vai Wheeze

### Phim tham gia
| Năm  | Tên phim                            | Vai            | Chú thích                                |
| ---- | ----------------------------------- | -------------- | ---------------------------------------- |
| 2003 | Monster Makers                      | Danny Burke    | Minor Role                               |
| 2004 | The Hollywood Mom's Mystery         | Oliver Palumbo | Minor Role                               |
| 2004 | Arizona Summer                      | Bad            | Minor Role                               |
| 2009 | Dadnapped                           | Wheeze         | Vai chính; Disney Channel Original Movie |
| 2009 | Wizards of Waverly Place: The Movie | Justin Russo   | Vai chính; Disney Channel Original Movie |
| 2012 | The Secret World of Arrietty        | Shawn          | Lồng tiếng                               |
| 2013 | Little Boy                          | London Busbee  |                                          |
| 2013 | 1000 to 1                           | Cory Weissman  |                                          |
| 2013 | Grown Ups 2                         | Frat Boy Zac   |                                          |

| Năm       | Tên phim                            | Vai                              | Chú thích                                                                    |
| --------- | ----------------------------------- | -------------------------------- | ---------------------------------------------------------------------------- |
| 2002      | Providence                          | Mark Triedman                    | Tập: "Gotcha"                                                                |
| 2002      | Without a Trace                     | Gabe Freedman                    | Tập: "Birthday Boy"                                                          |
| 2003      | The Pitts                           | Petey Pitt                       | Main Role                                                                    |
| 2003      | The Mullets                         |                                  | Tập: Grudge Match                                                            |
| 2003      | Judging Amy                         | Jeremy                           | Tập: "Sex and the Single Mother"                                             |
| 2004      | The D.A.                            | Alex Henry                       | Tập: "The People vs. Patricia Henry"                                         |
| 2004      | Method & Red                        | Skyler Blaford                   | Vai phụ                                                                      |
| 2004      | Jack and Bobby                      | Sniffly                          | Tập: "The Kindness of Strangers"                                             |
| 2004      | NCIS (TV series)                    | Willy Shields                    | Tập: "Terminal Leave"                                                        |
| 2004–2007 | That's So Raven                     | Larry                            | Vai phụ; 12 tập                                                              |
| 2005      | House                               | Tommy                            | Tập: "Cursed"                                                                |
| 2005–nay  | How I Met Your Mother               | Ted's Future Son                 | Recurring (stock footage used since Season 2)                                |
| 2006      | Cold Case                           | Dale Wilson                      | Tập: "Fireflies                                                              |
| 2007      | Studio DC: Almost Live              | (Chính mình)                     | Second Show                                                                  |
| 2007–2012 | Wizards of Waverly Place            | Justin Russo                     | Vai chính; Disney Channel Original Series                                    |
| 2008      | Disney Channel Games                | Himself (Cyclone's Team Captain) | Green Team                                                                   |
| 2009      | The Suite Life on Deck              | Justin Russo                     | Tập: "Double Crossed"                                                        |
| 2009      | Disney Channel's 3 Minute Game Show | (Chính mình)                     | Tập: "The Cheetah Girls: One World" và "Wizards of Waverly Place: The Movie" |
| 2010      | JONAS L.A.                          | (Chính mình)                     | Tập: "Boat Trip" và "On the Radio"                                           |
| 2010      | Easy to Assemble                    | Ethan                            | Tập: "Flying Solo"                                                           |
| 2011      | Disney's Friends for Change Games   | (Chính mình)                     | Green Team                                                                   |
| 2011      | The Assistants                      | Mike Beadle                      | Lead Role                                                                    |
| 2013      | Arrested Development                | (Chính mình)                     | TV Series                                                                    |
| 2014-     | Boys & Girls                        | Trevor Brown                     | TV Series                                                                    |

## Giải thưởng và đề cử
| Năm  | Giải thưởng         | Hạng mục                                                                | Phim                     | Kết quả |
| ---- | ------------------- | ----------------------------------------------------------------------- | ------------------------ | ------- |
| 2003 | Young Artist Awards | Best Performance in a TV Drama Series - Guest Starring Young Actor      | Without a Trace          | Đề cử   |
| 2004 | Young Artist Awards | Best Performance in a Feature Film - Leading Young Actor                | Arizona Summer           | Đề cử   |
| 2004 | Young Artist Awards | Best Performance in a TV Series (Comedy or Drama) - Leading Young Actor | The Pitts                | Đề cử   |
| 2008 | Young Artist Awards | Best Young Ensemble Performance in a TV Series                          | Wizards of Waverly Place | Đề cử   |
| 2011 | Kids' Choice Awards | Favorite TV Sidekick                                                    | Wizards of Waverly Place | Đề cử   |